# Ismajl Beka
Ismajl Isak Beka (Frauenfeld, 31 ottobre 1999) è un calciatore svizzero naturalizzato kosovaro, difensore del Lucerna e della nazionale kosovara.

## Carriera

### Club
Ha giocato nella prima divisione svizzera.

### Nazionale
Ha esordito con la nazionale kosovara il 12 settembre 2023, nella partita di qualificazione all'Europeo 2024 persa per 2-0 contro la Romania.

## Statistiche

### Presenze e reti nei club
Statistiche aggiornate al 13 ottobre 2023.
| Stagione               | Squadra                | Campionato             | Campionato | Campionato | Coppe nazionali | Coppe nazionali | Coppe nazionali | Coppe continentali | Coppe continentali | Coppe continentali | Altre coppe | Altre coppe | Altre coppe | Totale | Totale | Totale |
| Stagione               | Squadra                | Comp                   | Pres       | Reti       | Comp            | Pres            | Reti            | Comp               | Pres               | Reti               | Comp        | Pres        | Reti        | Pres   | Reti   |        |
| ---------------------- | ---------------------- | ---------------------- | ---------- | ---------- | --------------- | --------------- | --------------- | ------------------ | ------------------ | ------------------ | ----------- | ----------- | ----------- | ------ | ------ | ------ |
| mag. 2018              | Wil                    | CL                     | 1          | 0          | CS              | -               | -               | -                  | -                  | -                  | -           | -           | -           | 1      | 0      |        |
| 2018-2019              | Wil                    | CL                     | 6          | 0          | CS              | 1               | 0               | -                  | -                  | -                  | -           | -           | -           | 7      | 0      |        |
| 2020-2021              | Rapperswil-Jona        | PL                     | 19         | 3          | CS+CS           | 1+0             | 0               | -                  | -                  | -                  | -           | -           | -           | 20     | 3      |        |
| 2021-2022              | Rapperswil-Jona        | PL                     | 25         | 2          | CS              | 0               | 0               | -                  | -                  | -                  | -           | -           | -           | 25     | 2      |        |
| Totale Rapperswil-Jona | Totale Rapperswil-Jona | Totale Rapperswil-Jona | 44         | 5          |                 | 1               | 0               |                    | -                  | -                  |             | -           | -           | 45     | 5      |        |
| lug.-ago. 2022         | Wil                    | CL                     | 6          | 1          | CS              | 0               | 0               | -                  | -                  | -                  | -           | -           | -           | 6      | 1      |        |
| Totale Wil             | Totale Wil             | Totale Wil             | 13         | 1          |                 | 1               | 0               |                    | -                  | -                  |             | -           | -           | 14     | 1      |        |
| ago. 2022-2023         | Lucerna                | SL                     | 22         | 1          | CS              | 2               | 0               | -                  | -                  | -                  | -           | -           | -           | 24     | 1      |        |
| 2023-2024              | Lucerna                | SL                     | 10         | 0          | CS              | 1               | 0               | UECL               | 4                  | 1                  | -           | -           | -           | 15     | 1      |        |
| Totale Lucerna         | Totale Lucerna         | Totale Lucerna         | 32         | 1          |                 | 3               | 0               |                    | 4                  | 1                  |             | -           | -           | 39     | 2      |        |
| Totale carriera        | Totale carriera        | Totale carriera        | 89         | 7          |                 | 5               | 0               |                    | 4                  | 1                  |             | -           | -           | 98     | 8      |        |

### Cronologia presenze e reti in nazionale
| Cronologia completa delle presenze e delle reti in nazionale ― Kosovo | Cronologia completa delle presenze e delle reti in nazionale ― Kosovo | Cronologia completa delle presenze e delle reti in nazionale ― Kosovo | Cronologia completa delle presenze e delle reti in nazionale ― Kosovo | Cronologia completa delle presenze e delle reti in nazionale ― Kosovo | Cronologia completa delle presenze e delle reti in nazionale ― Kosovo | Cronologia completa delle presenze e delle reti in nazionale ― Kosovo | Cronologia completa delle presenze e delle reti in nazionale ― Kosovo |
| Data                                                                  | Città                                                                 | In casa                                                               | Risultato                                                             | Ospiti                                                                | Competizione                                                          | Reti                                                                  | Note                                                                  |
| --------------------------------------------------------------------- | --------------------------------------------------------------------- | --------------------------------------------------------------------- | --------------------------------------------------------------------- | --------------------------------------------------------------------- | --------------------------------------------------------------------- | --------------------------------------------------------------------- | --------------------------------------------------------------------- |
| 12-9-2023                                                             | Bucarest                                                              | Romania                                                               | 2 – 0                                                                 | Kosovo                                                                | Qual. Euro 2024                                                       | -                                                                     | 81’                                                                   |
| Totale                                                                |                                                                       | Presenze                                                              | 1                                                                     |                                                                       | Reti                                                                  | 0                                                                     |                                                                       |